# Jōetsu, Niigata
För andra betydelser, se Joetsu.
Jōetsu (japanska: 上越市?, Jōetsu-shi) är en stad i Niigata prefektur i Japan. Staden fick stadsrättigheter 1971  och 
har sedan 2007 
status som speciell stad (japanska: 特例市?, Tokureishi) enligt lagen om lokalt självstyre.

## Kommunikationer
I staden finns stationen Jōetsu-Myōkō på Hokuriku Shinkansen som ger förbindelse med höghastighetståg till Tokyo och Toyama - Kanazawa.